# مارگارت داونی
مارگارت داونی (متولد ۱۶ اوت ۱۹۵۰) یک فعال بیخدا، مدیر سابق اتحاد جهانی بیخدا و بنیان‌گذار انجمن آزادی اندیشه (قبلاً به نام انجمن آزادای اندیشه فیلادلفیای بزرگ فعالیت می‌کرده) است. او همچنین شبکه ضد تبعیض را، بنیان نهاده که به گزارش و کمک به حل تبعیض علیه بی‌خدایان می‌پردازد.

## زندگی‌نامه
داونی نزد مادری اهل پرتریکو و پدری اهل ایرلند پرورش یافت. وقتی پدرش ترک کرد، او یک دوست خانوادگی به نام «عمو فلوید» را به عنوان نقش پدر برگزید که مشوق او به سوی بی‌خدایی بود.

## فعالیت
داونی در انواع کمپین‌ها فعالیت کرده‌است. قبل از تبدیل شدن به نماینده عمومی بی‌خدایی، او یک فعال فمینیسم و کمپین‌های ضد سیگار کشیدن بوده‌است.